# Neil Turok
Neil Geoffrey Turok (*16 de noviembre de 1958) es un físico y cosmólogo sudafricano, director emérito del Instituto Perimeter de Física Teórica de Canadá, del cual fue director hasta febrero de 2019. Su trabajo se ha desarrollado en el área de la física matemática y la física del universo primitivo, contemplando la constante cosmológica y un universo según el modelo cíclico. No obstante, si se encuentran ondas gravitatorias procedentes del Big Bang, el modelo inflacionario descartaría a la teoría del modelo cíclico.
Es necesario actualizar la información y hablar de la Teoría del Universo Espejo de N. Turok. Una nueva teoría cosmológica que por ejemplo puede aclarar el misterio de la materia oscura. Se trata de una teoría mucho más económica que la clásica del universo inflacionario.

## Biografía
Turok nació en Johannesburgo, Sudáfrica, hijo de Mary Butcher y Ben Turok, este de procedencia letona, ambos activistas del movimiento anti-apartheid y del Congreso Nacional Africano. Después de graduarse en el Churchill College de Cambridge, Turok obtuvo su doctorado en el Imperial College de Londres, bajo la supervisión del profesor David Olive, uno de los inventores de la teoría de supercuerdas. Después de obtener un puesto postdoctoral en Santa Barbara, trabajó como científico asociado en el Fermilab de Chicago. En 1992 fue galardonado con la medalla "Maxwell", del Institute of Physics, por sus contribuciones a la física teórica. En 1994 fue nombrado profesor de Física en la Universidad de Princeton, y, con posterioridad, a partir de 1997 ocupó la cátedra de Física Matemática en la Universidad de Cambridge. En 2008 fue nombrado Director del Perimeter Institute.

## Investigación y otras actividades
Turok ha trabajado en diversas áreas de la física matemática y la física del universo primitivo, centrándose en las pruebas observacionales de la física fundamental de la cosmología. A principios de 1990, su grupo mostró cómo se correlacionan la polarización y temperatura anisotrópicas de la radiación cósmica de fondo, una predicción que ha sido confirmada en detalle por mediciones precisas recientes de la nave espacial WMAP. Estas mediciones también apuntaban a la existencia de una constante cosmológica, según se confirmó recientemente.
Turok y sus colaboradores desarrollaron la teoría de la "inflación abierta". En colaboración con Stephen Hawking, desarrolló las llamadas Hawking-Turok instanton solutions, unas hipótesis que, de acuerdo con la propuesta de no-límite de Hawking y James Hartle, pueden describir el nacimiento de un universo inflacionario.
Más recientemente, en colaboración con Paul Steinhardt, de Princeton, Turok ha formalizado un universo ecpirótico o modelo cíclico de universo, en el que el Big Bang se explica como una colisión entre dos branas o "mundos", de acuerdo con la teoría M. Las predicciones de este modelo coinciden con los datos cosmológicos de que se dispone en la actualidad, pero hay diferencias interesantes con las predicciones de la inflación cosmológica que se espera que prueben experimentos futuros (probablemente por el Observatorio Espacial Planck). En 2006, Steinhardt y Turok demostraron cómo el modelo cíclico podría incorporar de forma natural un mecanismo para la relajación de la constante cosmológica a valores muy pequeños, en consonancia con las observaciones actuales. Un año más tarde, estos dos científicos publicaron conjuntamente el libro de divulgación Endless Universe.
Según el físico Stephen Hawking, el modelo cíclico de Turok no predice ondas gravitatorias  procedentes del universo primitivo. Este científico, en efecto, ha asegurado recientemente (marzo de 2014) que el descubrimiento de dichas ondas, anunciado por los investigadores del Harvard-Smithsonian Center for Astrophysics, refuta la teoría de Turok de un universo de ciclos sin fin separados por Big Bangs sucesivos.
En 2012, las conferencias "Massey" de Turok se publicaron con el título de The Universe Within: from Quantum to Cosmos.
En 2003, Turok fundó el African Institute for Mathematical Sciences, en Muizenberg, un centro de educación de postgrado dedicado a apoyar el desarrollo de las matemáticas y la ciencia en todo el continente africano.

## Galardones y honores
Turok fue galardonado con el TED Prize de 2008 por su trabajo en física matemática y en el establecimiento del citado African Institute for Mathematical Sciences de Muizenberg. También en 2008 recibió un "Most Innovative People Award" ["Premio a la persona más innovadora"], de innovación social, en la cumbre World Summit on Innovation and Entrepreneurship (WSIE).
El 9 de mayo de 2008, Mike Lazaridis anunció que Turok se convertiría en el nuevo Director Ejecutivo del Instituto Perimeter de Física Teórica a partir del 1 de octubre de 2008. 
En 2010 Turok recibió un premio de la World Innovation Summit for Education en Catar y un premio de la Sociedad Matemática de Sudáfrica. En 2011 recibió un doctorado honorario de la Universidad de Ottawa.
El 3 de noviembre de 2011, fue seleccionado para impartir las Conferencias Massey (Massey Lectures) para la temporada de 2012. Se trata de cinco conferencias separadas a celebrar en diferentes lugares de Canadá en octubre de 2012, las cuales se emitieron en el programa de la cadena CBC "Ideas" poco después.
El 16 de mayo de 2014, Turok fue galardonado con el doctorado honorario en Ciencias por la Universidad de Saint Mary.